# 12040 Jacobi
12040 Jacobi è un asteroide della fascia principale. Presenta un'orbita caratterizzata da un semiasse maggiore pari a 2,4198895 UA e da un'eccentricità di 0,2054116, inclinata di 2,71022° rispetto all'eclittica.
Osservato per la prima volta nel 1993, esso è stato caratterizzato l'8 marzo 1997 a Prescott da Paul G. Comba, che lo ha dedicato a Karl Gustav Jacob Jacobi, professore di matematica a Königsberg e a Berlino e scopritore delle funzioni ellittiche nel XIX secolo.